# FDP-Bundesparteitag 2022
Koordinaten: 52° 29′ 56,2″ N, 13° 22′ 28,3″ O

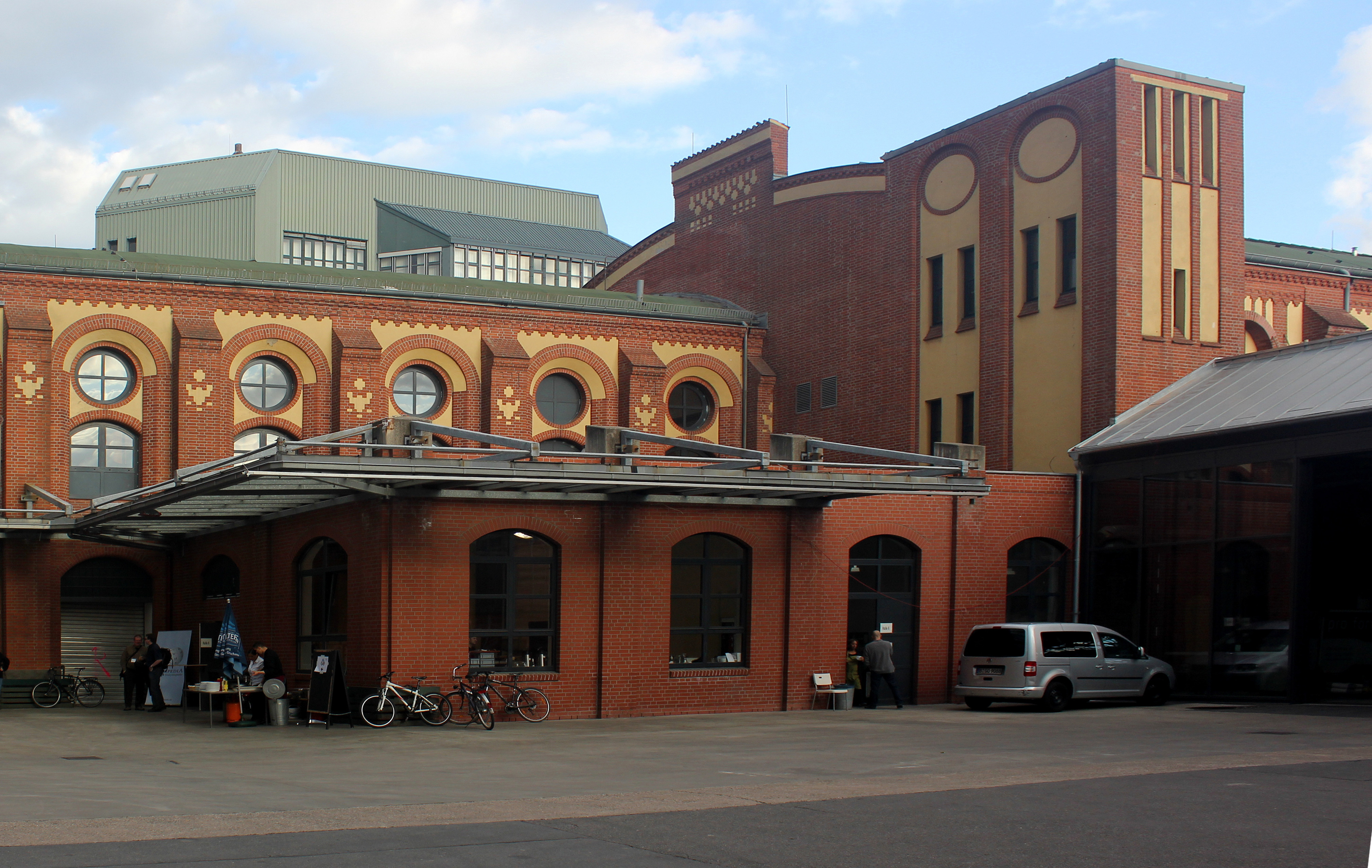
STATION Berlin

Der FDP-Bundesparteitag 2022 fand vom 23. bis 24. April 2022 in der STATION-Berlin in Berlin statt. Es war der 73. ordentlichen Bundesparteitag der FDP in der Bundesrepublik Deutschland.

## Beschlüsse
Der Parteitag fand im Zeichen des russischen Angriffskriegs auf die Ukraine statt. Dazu wurden zwei Anträge des Bundesvorstands beschlossen. Wesentliche Forderungen waren eine Verstärkung von Waffenlieferungen an die ukrainischen Streitkräfte, inklusive schwerer Waffen, ein „schnellstmögliches“ Rohstoff-Embargo, die Befürwortung des EU-Beitrittsstatus für die Ukraine, Moldau und Georgien, sowie eine Ausweitung der Sanktionen gegen das russische Regime. Darüber hinaus wird in der innenpolitischen Perspektive eine weitere Stärkung der Unabhängigkeit deutscher Energieimporte und kritischer Infrastruktur, eine vorübergehende Verschiebung des Atomausstiegs, die bessere Ausrüstung der Bundeswehr, eine schnellstmögliche und unbürokratische Integration ukrainischer Flüchtlinge, eine Stärkung der europäischen Außen- und Verteidigungspolitik, eine Aufarbeitung von Verstrickungen der deutschen mit der russischen Politik und die Auflösung der Stiftung Klima- und Umweltschutz MV gefordert.
Anschließend wurde noch Anträge zur kompletten Digitalisierung der deutschen Verwaltung bis 2025 (u. a. e-Akte und elektronischer Personalausweis), zur Energieversorgung an der deutschen Küste (u. a. LNG-Terminals und Öl-/Gasförderung) und zu einem elternunabhängigen BAföG beschlossen.
Zuletzt wurde die Satzung an einigen Stellen geändert.
Christian Lindner war aufgrund einer Corona-Erkrankung in Washington, D.C. in Quarantäne verblieben und daher nur digital zugeschaltet.

## Wahlen
Neben der programmatischen Debatte waren durch den Rücktritt von Harald Christ als Schatzmeister sowie der Ernennung von Volker Wissing zum Bundesverkehrsminister und von Christian Dürr zum Fraktionsvorsitzenden einige Nachwahlen zum FDP-Bundesvorstand nötig geworden. Neu gewählt wurden:
- Michael Georg Link zum Bundesschatzmeister (95 %) als Nachfolger von Harald Christ;
- Bijan Djir-Sarai zum Generalsekretär (89 %) als Nachfolger von Volker Wissing; er war zuvor bereits seit mehreren Monaten kommissarisch im Amt;
- Renata Alt als Beisitzerin der 1. Abteilung (85 %) als Nachfolgerin von Michael Link (Baden-Württemberg);
- Franziska Brandmann als Beisitzern der 2. Abteilung (85 %) als Nachfolgerin von Bijan Djir-Sarai und Vorsitzende der Jungen Liberalen;
- Susanne Schütz als Beisitzerin der 2. Abteilung (86 %) als Nachfolgerin von Christian Dürr.

Zudem wurden folgende Delegierte zum Rat der ALDE-Partei neu gewählt:
- Alexander Graf Lambsdorff
- Michael Georg Link
- Nicola Beer
- Marina Schuster
- Lasse Becker
- Moritz Körner
- Clarisse Höhle
- Yvonne von Löbbecke
- Phil Hackemann
- Rudolf Rentschler
- Jan-Christoph Oetjen
- Jürgen Martens
- Helmar Krane